# Dreschereisfrontkerbe
Die Dreschereisfrontkerbe (inoffiziell – ins Englische übersetzt und an die deutsche Rechtschreibung angepasst – Drescher-Inlet) ist ein Einschnitt des Riiser-Larsen-Schelfeises (ein Eishafen) an der Prinzessin-Martha-Küste des ostantarktischen Königin-Maud-Landes.
Der Einschnitt ist 25 Kilometer lang und bis zu 3 Kilometer breit und wurde nach Eberhard Drescher (1944–1983), Meeresbiologe am Alfred-Wegener-Institut, benannt. Dort wird von Zeit zu Zeit die mobile Drescher-Station errichtet.